# Norala
Norala è una municipalità di terza classe delle Filippine, situata nella Provincia di South Cotabato, nella regione di Soccsksargen.
Norala è formata da 14 baranggay:
- Benigno Aquino Jr.
- Dumaguil
- Esperanza
- Kibid
- Lapuz
- Liberty
- Lopez Jaena
- Matapol
- Poblacion
- Puti
- San Jose
- San Miguel
- Simsiman
- Tinago